# 設備工事
設備工事（せつびこうじ）とは、日本標準産業分類で分類されている大分類Ｄ－建設業　中分類０８－設備工事として行われる工事。この中分類では主な設備の工事と、その他機械装置などを分類している。施設の機能性能および耐久性の確保を図るために実施する点検、整備、修理に関する保守業務や機器の製造等、オペレーターなしの建設機械のリースや機械の保守、点検から船舶、自動車等への作業や機械器具の製造や運搬等は該当しない。

## 電気工事
電気工作物に関する工事。電気工事も参照。
- 一般電気工事 - おもなものは次の通り。
  - 送配電電線路工事 - 送電線・配電線工事（地中線工事を含む）、電気鉄道、トロリーカー、ケーブルカー等の電線路工事
  - 海底電線路配線工事、しゅんせつ船電路工事
  - 電気設備工事
  - その他これらに類する工事並びに水力発電所、火力発電所の電気設備工事
  - 変電所変電設備工事
  - 開閉所設備工事
  - 変流所設備工事
  - 船内電気設備工事
  - 電気医療装置設備工事
- 電気配線工事 - おもなものは次の通り。
  - 建築物、建造物の屋内、屋側及びその構内外の電灯照明、電力、同機器の配線工事
  - 一般工場、事業場、会社、商店、住宅その他電灯照明電力機器の配線工事
  - 屋外照明、アーケード、道路照明等の照明設備配線工事
  - 一般電気使用施設の自家用受変電設備工事
  - 配線工事・船内配線工事・空港等の配線工事
  - ネオン装置工事 - ネオン広告塔、電気サイン広告塔、ネオン看板、電気看板等の設備並びに配線工事

## 電気通信工事・信号装置工事
電気通信信号施設に関する工事。有線・無線電気通信設備、放送機械設備、データ通信設備等の電気通信設備、コンピューター等の大型情報処理設備を設置する工事のほか、既に設置された設備の改修、修繕、補修工事も該当
- 電気通信工事 - おもなものは次の通り。
  - 電話線路工事 - 電話線路（ケーブルを含む）に関する工事
  - 無線電信電話空中線設備（支持柱を含む）
  - 通信土木工事
  - 有線・無線電話機械設備設置工事
  - 電信機械設備設置工事 - 、電信電話機械設備に関する工事
  - 無線テレビジョン放送設備設置工事
  - 有線・無線ラジオ放送設備設置工事
- 有線テレビジョン放送設備設置工事
- 信号装置工事
  - 信号装置工事 - 閉そく器、電気信号機、連動機、転てつ装置、踏切保安装置、電気信号線支持物などの信号保安装置に関する工事
  - 火災報知機工事 - 火災報知機、その他の警報装置に関する工事

## 管工事
管工事には、主に空気調和設備（空調）に関する工事と上下水道に関わる給排水設備・衛生設備に関する工事がある
- 一般管工事
  - 給排水設備工事・衛生設備に関する工事 - 給水設備工事、排水設備工事、消火設備工事、衛生設備工事、井戸ポンプ工事など。なお、便器メーカーは、衛生用陶磁器卸売業になる
  - 熱学施設に関する工事 - 冷暖房設備、温湿度調節装置、換気装置、空気調節装置、乾燥装置、冷凍冷蔵装置、製氷装置、冷却塔などの工事
- 冷暖房設備工事
  - 温湿度調節装置・乾燥装置工事 - 一般管工事に属さない、主として冷暖房設備、温湿度調節装置、換気装置、空気調節装置、乾燥装置などの工事
  - 冷凍冷蔵・製氷装置工事 - 一般管工事に属さない、主として冷凍冷蔵装置、製氷装置、冷却塔などの工事
- 一般管工事に属さない設備工事 - 主として建築物、工場など各種施設の給水設備(井戸ポンプを含む)、排水設備、給湯設備(風呂設備)、消火設備、水洗便所、ちゅう房設備（台所キッチンなど）、汚水汚物処理装置、汚物浄化槽、じんかい処理装置などの施工工事
- その他の管工事 - 主としてガス配管工事、ガス導管配管工事、ガス内管配管工事、送油管配管工事、プラント配管工事、ダクト工事、管内更生工事その他の配管工事をいう。

## 機械器具設置工事
工作物であるプラント、建物と一体化して機能を発揮するエレベーター等を現地で建設する工事。大型機械である印刷製本機械や食品製造機械等の生産設備を工場内に据え付ける工事は対象とはしていない。製造工場などで施工する機械器具製品は完成した時点で一定の品質が確保されているものと考えられ、一般的に工作物と一体化することなく性能を発揮するもの、カタログ等に掲載されて売買が行われている製品を運搬等の理由で便宜的に分解納品し、現地にて行う組み立て、試運転などは、製品納品に伴う作業の一部と考えられることで、一般的に工事には該当しない。納品に伴い、アンカーなどで固定するような作業は、別工事に該当する。
- 昇降設備工事を除く機械器具設置工事 - 各種機械装置のすえ付基礎工事、機械装置のすえ付け、組立、解体などの工事　機械器具の組立て等により工作物を建設し、又は工作物に機械器具を取付ける工事
  - 機械器具設置工事　例として立体駐車設備など
    - プラント設備工事
    - 運搬機器設置工事
    - ガスタービン等工事、
    - トンネル/地下道等の給排気機器設置工事

  - 収じん（塵）装置工事
  - 索道架設工事
  - 計装工事 - ビル，工場等の建築物及びそれを含む区域の各種設備を制御するために必要とされる設備を設置する工事
  - 自動ドア設置工事
- 昇降設備工事 - 主としてエレベータ、エスカレータなどの昇降設備に関する建設工事

## その他の設備工事
- 築炉工事 - 主として溶鉱炉、平炉、石灰窯、れんが窯、融解窯、じんあい（塵埃）焼却炉、火葬場の炉、火力発電所などのボイラなど、各種の窯炉建設工事
- 熱絶縁工事 - 主として管やボイラー、その他の熱絶縁工事
  - 保温保冷工事
  - ボイラー熱絶縁工事
- 道路標識設置工事 - 主として道路においての標識装置の設置工事
- さく井工事 - 主としてさく井、観測井・環元井・温泉の掘さく、浅井戸の築造、揚水設備の設置などの工事。なお、原油や天然ガスの採掘等は鉱業に分類される
  - さく泉工事
  - 井戸掘業